# McCLIM
McCLIM est une bibliothèque logicielle pour la conception d'interface graphique en Common Lisp. C'est une implémentation libre des spécifications techniques de CLIM et distribuée sous la licence GNU LGPL.
McCLIM offre des extensions à CLIM et sont réutilisées par des applications comme Climacs par exemple.